# Juan Carlos Onetti
Juan Carlos Onetti y Borges (Montevideo, 1909. július 1. – Madrid, Spanyolország, 1994. május 30.) uruguayi író, újságíró. Julio Cortázar, Gabriel García Márquez, Carlos Fuentes és Mario Vargas Llosa mellett a latin-amerikai regény egyik legjelentősebb 20. századi megújítója volt. A mágikus realizmussal rokonítható, egzisztencialista műveiben az élet feloldhatatlan reménytelenségét és kilátástalanságát írta meg.
Noha az irodalomtörténet származása okán uruguayi íróként tartja számon, alkotómunkával töltött élete nagy részét argentínai, illetve spanyolországi emigrációban élte; könyvei nagy része is Argentínában jelent meg első ízben.

## Életútja
Huszonnégy éves korában, a Terra-diktatúra kezdetén, 1933-ban Argentínában, Buenos Airesben telepedett le, ahol újságíróként dolgozott. 1939-ben visszatért hazájába, s a montevideói Marcha című baloldali hetilap szerkesztőjeként tevékenykedett. 1942-től ismét Buenos Airesben dolgozott, ezúttal a Reuters tudósítójaként. 1954-ben visszatért hazájába, s az uruguayi főváros önkormányzatánál a művészeti és irodalmi osztály munkatársa, vezetője volt. Az 1973. június 27-ei katonai hatalomátvételt követően baloldali nézeteiért bebörtönözték. A fogságból két év elteltével szabadult ki, 1975-ben Spanyolországban telepedett le és ott élt haláláig.

## Munkássága
Első regénye, az 1942-ben megjelent Senki földje már a későbbi életműből jól ismert magányos, az életből és embertársaikból kiábrándult, életüket irányítani képtelen, passzív, kallódó figurákat vonultatta fel (ekkor még Buenos Aires-i kulisszákkal). Az 1950-ben kiadott Rövid az élet unott főhőse a megszokott emberi kapcsolatokból kitörve kitalált helyszíneken éli képzeletbeli, párhuzamos életeit. Ebben a regényében teremtette meg az északi égöv forróságába burkolódzó, unalmas Santa María városkát, amely több további regénye fiktív helyszínéül is szolgált, ahogy a könyv szereplői is vissza-visszaköszönnek a későbbi életműben.
Legismertebb művében, az 1961-ben megjelent és Santa Maríában játszódó A hajógyár című regényében a kilátástalan, cél nélküli létezés eposzát írta meg poétikus nyelvi erővel. Hullagyűjtő című regénye (1964) a fiktív városkában, Santa Maríában működő bordélyház történetét meséli el, amelyben az álszent és becstelen városi közösség társadalmi és emberi ellenpontozásául a becsületes és egyszerű prostituáltak világát rajzolja fel. A Hagyjuk beszélni a szelet (1979) című könyvében az öngyilkosság jelenti az élet értelmetlenségére adott választ. A reménytelenség elbeszélésinek is uralkodó motívuma.
1980-ban a Spanyol Királyi Akadémia Cervantes-díjának kitüntetettje lett.

### Főbb művei
- El pozo, 1939, kisregény (A verem, 2007, ford. Scholz László)
- Tierra de nadie, 1942, regény (Senki földje)
- La vida breve, 1950, regény (Rövid az élet, 2008, ford. Tomcsányi Zsuzsanna)
- Un sueño realizado y otros cuentos, 1951, elbeszélések (A megvalósult álom, 2007)
- El astillero, 1961, regény (A hajógyár, 1977, ford. Székács Vera)
- Juntacadáveres, 1964, regény (Hullagyűjtő)
- La muerte y la niña, 1973, kisregény (A halál és a lányka, 2007, ford. Scholz László
- Réquiem por Faulkner, 1975, esszék (Faulkner-rekviem)
- Dejemos hablar al viento, 1979, regény (Hagyjuk beszélni a szelet)
- Presencia y otros cuentos, 1986, elbeszélések (Jelenlét és más elbeszélések)

## Magyarul
- A hajógyár. Ford. Székács Vera. Budapest: Magvető. 1977.  = Világkönyvtár,
- A megvalósult álom: Elbeszélések. Vál. és szerk. Scholz László; ford. Benyhe János et al. Budapest: Európa. 2007.
- Egy névtelen sírra: Kisregények. Ford. Scholz László. Budapest: Európa. 2007.
- Rövid az élet. Ford. Tomcsányi Zsuzsanna. Budapest: Európa. 2008.